# Duplanychus ranjatoi
Duplanychus ranjatoi är en spindeldjursart som först beskrevs av Gutierrez 1967.  Duplanychus ranjatoi ingår i släktet Duplanychus och familjen Tetranychidae. Inga underarter finns listade i Catalogue of Life.